# Ковшеватая
Ковшева́тая (укр. Ківшовата) — село, входит в Таращанский район Киевской области Украины.
Население по переписи 2001 года составляло 2400 человек. Занимает площадь 6,376 км².

## Местный совет
09543, Киевская обл., Таращанский р-н, с. Ковшеватая.

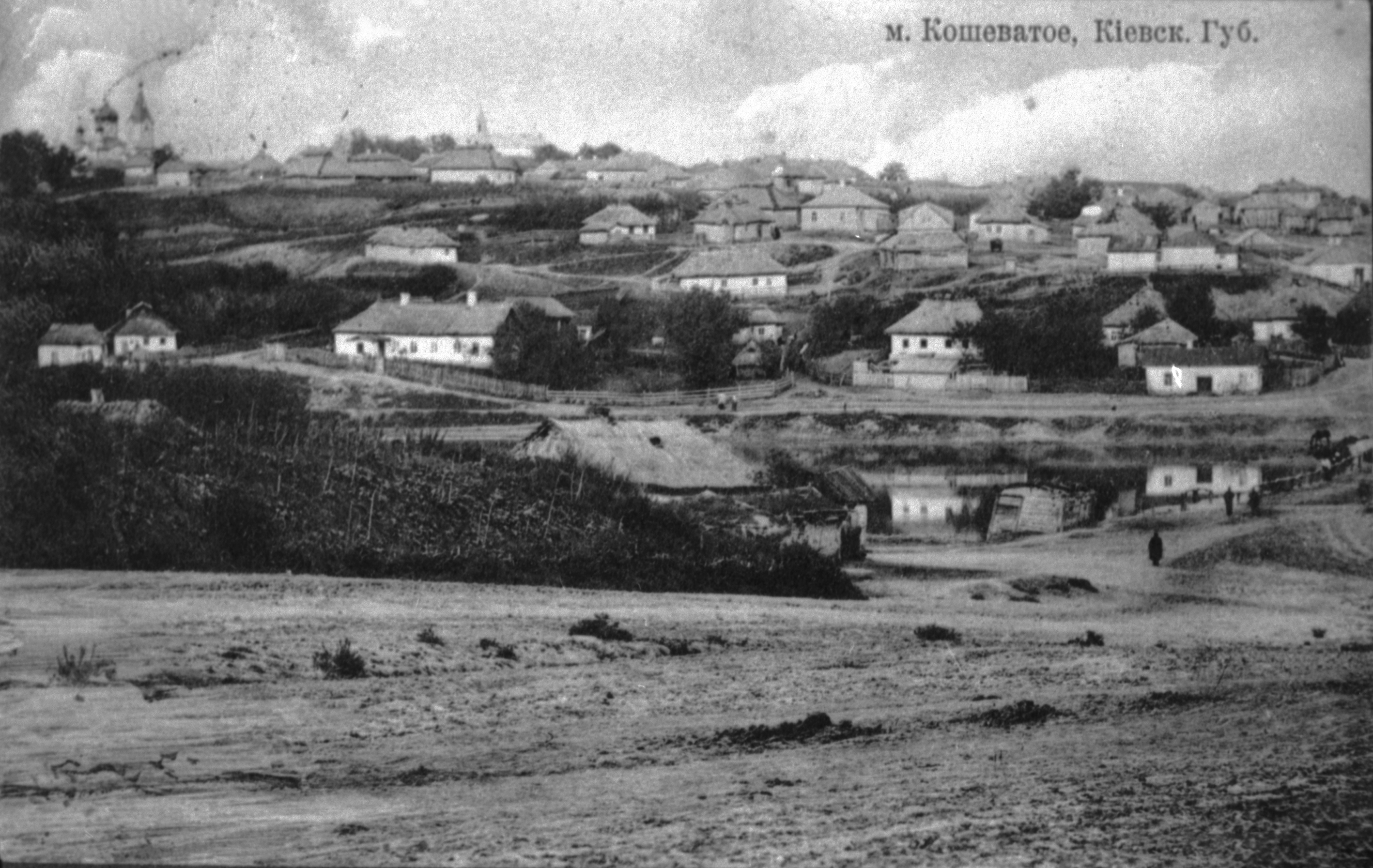
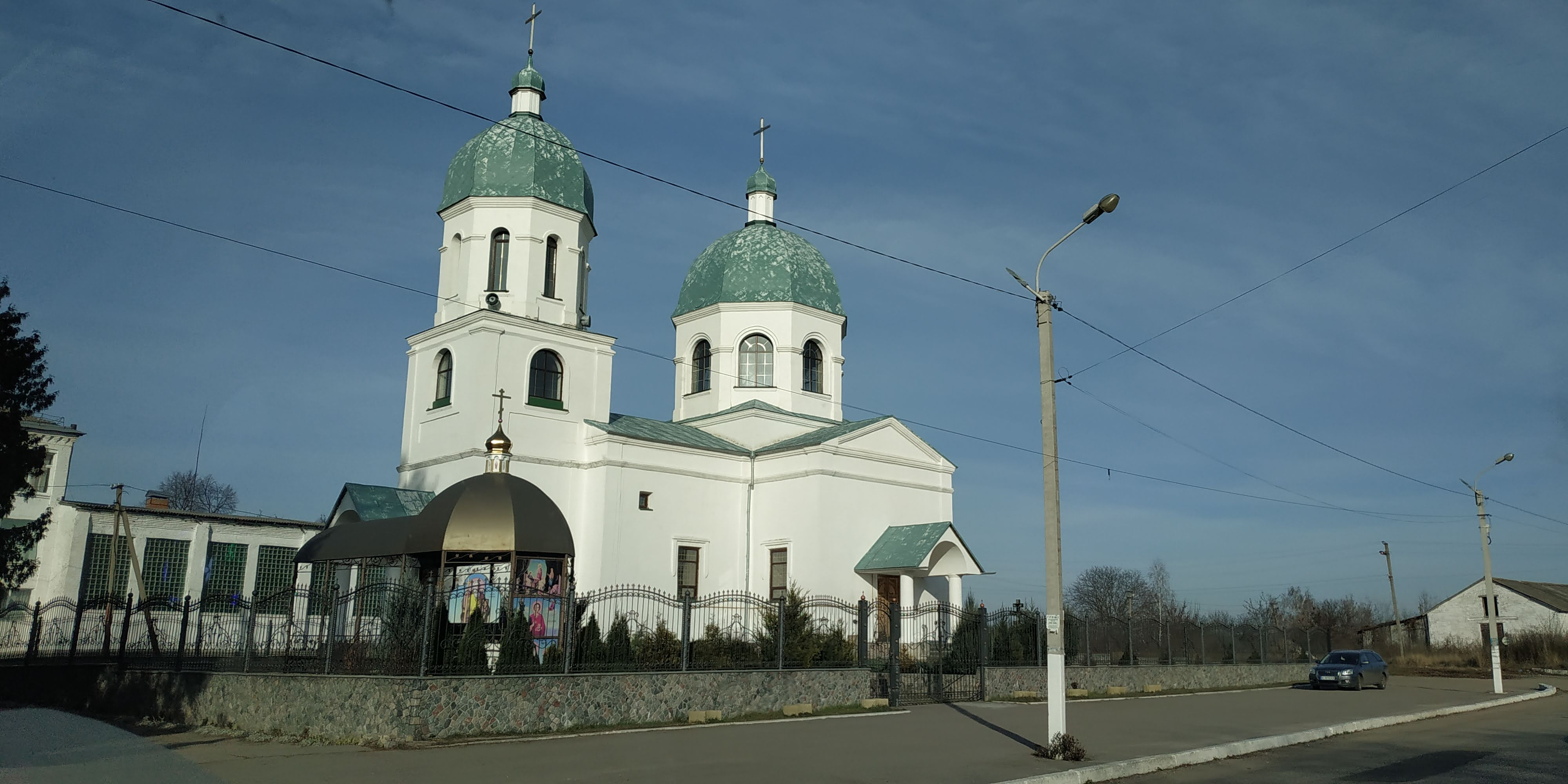
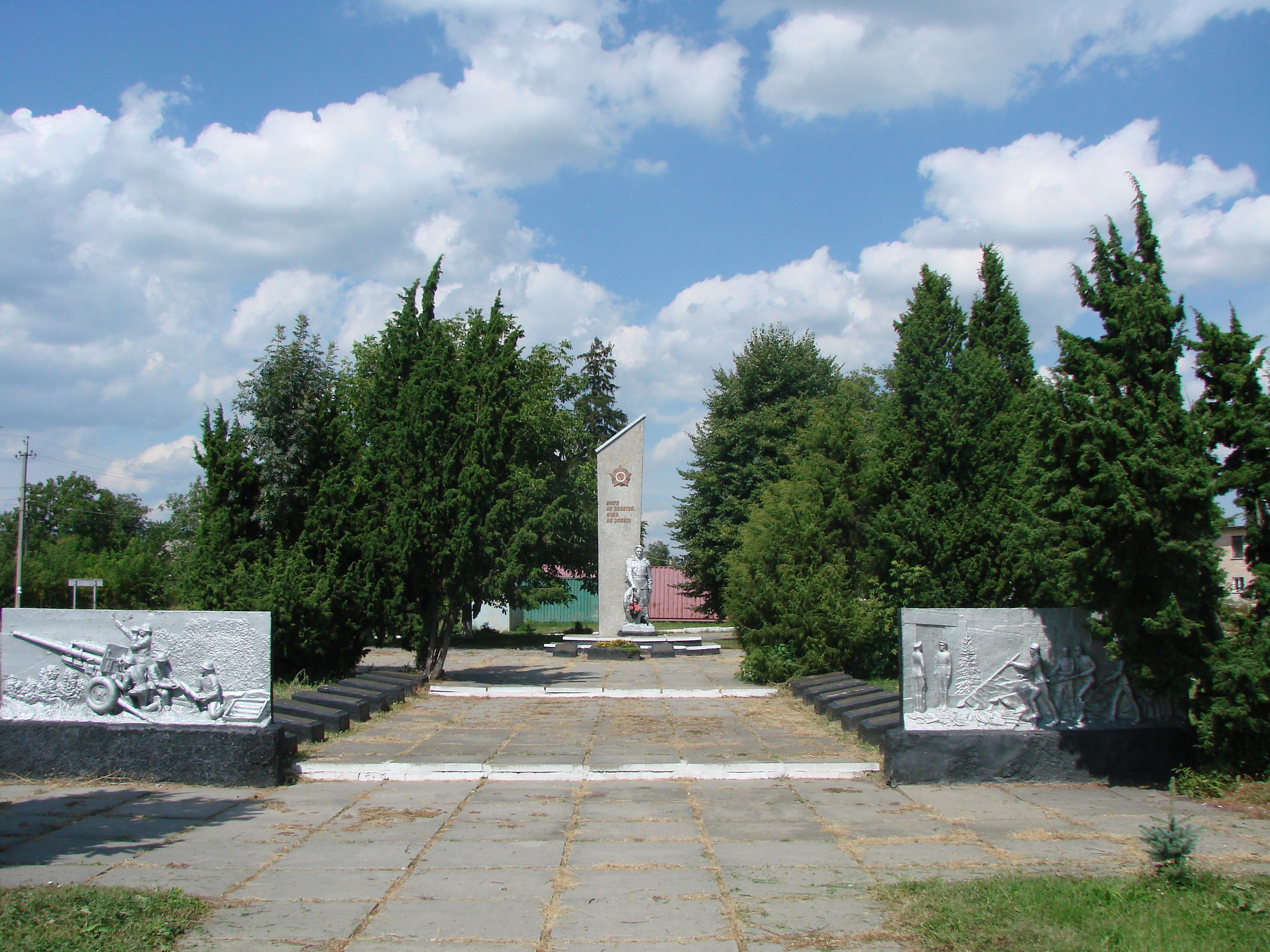